# Olympische Sommerspiele 1980/Leichtathletik – 200 m (Männer)

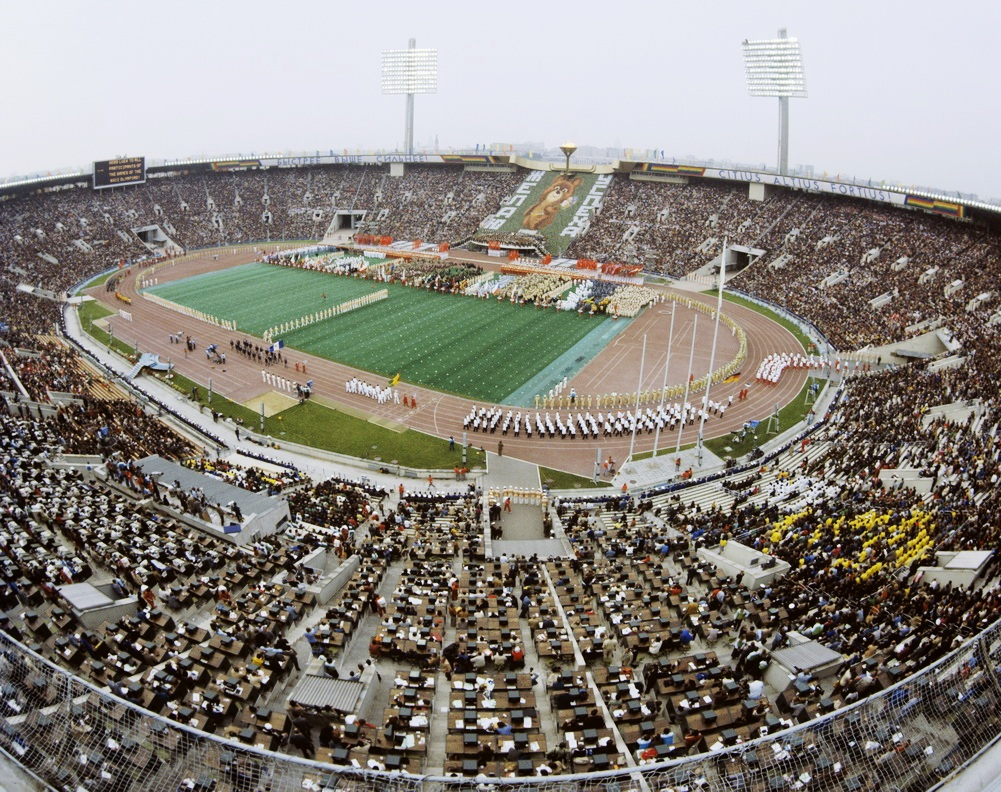
Das Luschniki-Stadion während der Eröffnungsfeier dieser Spiele

Der 200-Meter-Lauf der Männer bei den Olympischen Spielen 1980 in Moskau wurde am 27. und 28. Juli 1980 im Olympiastadion Luschniki ausgetragen. 63 Athleten nahmen teil.
Olympiasieger wurde der Italiener Pietro Mennea. Er gewann vor dem Briten Allan Wells und dem Jamaikaner Donald Quarrie.
Die DDR wurde durch Bernhard Hoff und Olaf Prenzler vertreten. Prenzler schied im Halbfinale aus. Hoff erreichte das Finale und wurde Fünfter.

Läufer aus der Schweiz, Österreich und Liechtenstein nahmen nicht teil. Athleten aus der Bundesrepublik Deutschland waren wegen des Olympiaboykotts ebenfalls nicht dabei.

## Bestehende Rekorde
| Weltrekord         | 19,72 s | Pietro Mennea ( Italien) | Mexiko-Stadt, Mexiko           | 12. September 1979 |
| Olympischer Rekord | 19,83 s | Tommie Smith ( USA)      | Finale OS Mexiko-Stadt, Mexiko | 16. Oktober 1968   |

Der bestehende olympische Rekord wurde bei diesen Spielen nicht erreicht. Im schnellsten Rennen, dem Finale, verfehlte der italienische Olympiasieger Pietro Mennea den Rekord um 36 Hundertstelsekunden, zu seinem eigenen Weltrekord fehlten ihm 47 Hundertstelsekunden.

## Durchführung des Wettbewerbs
Die Athleten traten am 27. Juli zu neun Vorläufen an. Die jeweils drei Laufbesten – hellblau unterlegt – sowie die nachfolgend fünf Zeitbesten – hellgrün unterlegt – kamen ins Viertelfinale am selben Tag. Daraus erreichten die jeweils vier Laufbesten – wiederum hellblau unterlegt – das Halbfinale am 28. Juli. Aus diesem qualifizierten sich die jeweils vier Laufbesten – hellblau unterlegt – für das Finale, das am selben Tag stattfand.

## Zeitplan
27. Juli, 10:30 Uhr: Vorläufe

27. Juli, 18:25 Uhr: Viertelfinale

28. Juli, 17:20 Uhr: Halbfinale

28. Juli, 20:10 Uhr: Finale
Anmerkung:
Alle Zeiten sind in Ortszeit Moskau (UTC+3) angegeben.

## Vorrunde
Datum: 27. Juli 1980, ab 10:30 Uhr

### Vorlauf 1
Wind: +0,98 m/s
| Platz | Name                  | Nation         | Zeit    |
| ----- | --------------------- | -------------- | ------- |
| 1     | Cameron Sharp         | Großbritannien | 21,51 s |
| 2     | Tomás González        | Kuba           | 21,64 s |
| 3     | Pawel Pawlow          | Bulgarien      | 21,78 s |
| 4     | Nikolaos Angelopoulos | Griechenland   | 21,98 s |
| 5     | Grégoire Illorson     | Kamerun        | 22,21 s |
| 6     | Rubén Inacio          | Angola         | 22,52 s |
| 7     | Casimir Pereira       | Seychellen     | 22,59 s |

### Vorlauf 2
Wind: +1,58 m/s
| Platz | Name                   | Nation         | Zeit    |
| ----- | ---------------------- | -------------- | ------- |
| 1     | Pietro Mennea          | Italien        | 21,26 s |
| 2     | Ferenc Kiss            | Ungarn         | 21,34 s |
| 3     | Olaf Prenzler          | DDR            | 21,35 s |
| 4     | Mike McFarlane         | Großbritannien | 21,43 s |
| 5     | Nabil Nahri            | Syrien         | 22,14 s |
| 6     | Ahmed Mohamed Sallouma | Libyen         | 22,88 s |
| DNS   | Abdul Majeed al-Mosawi | Kuwait         |         |

### Vorlauf 3

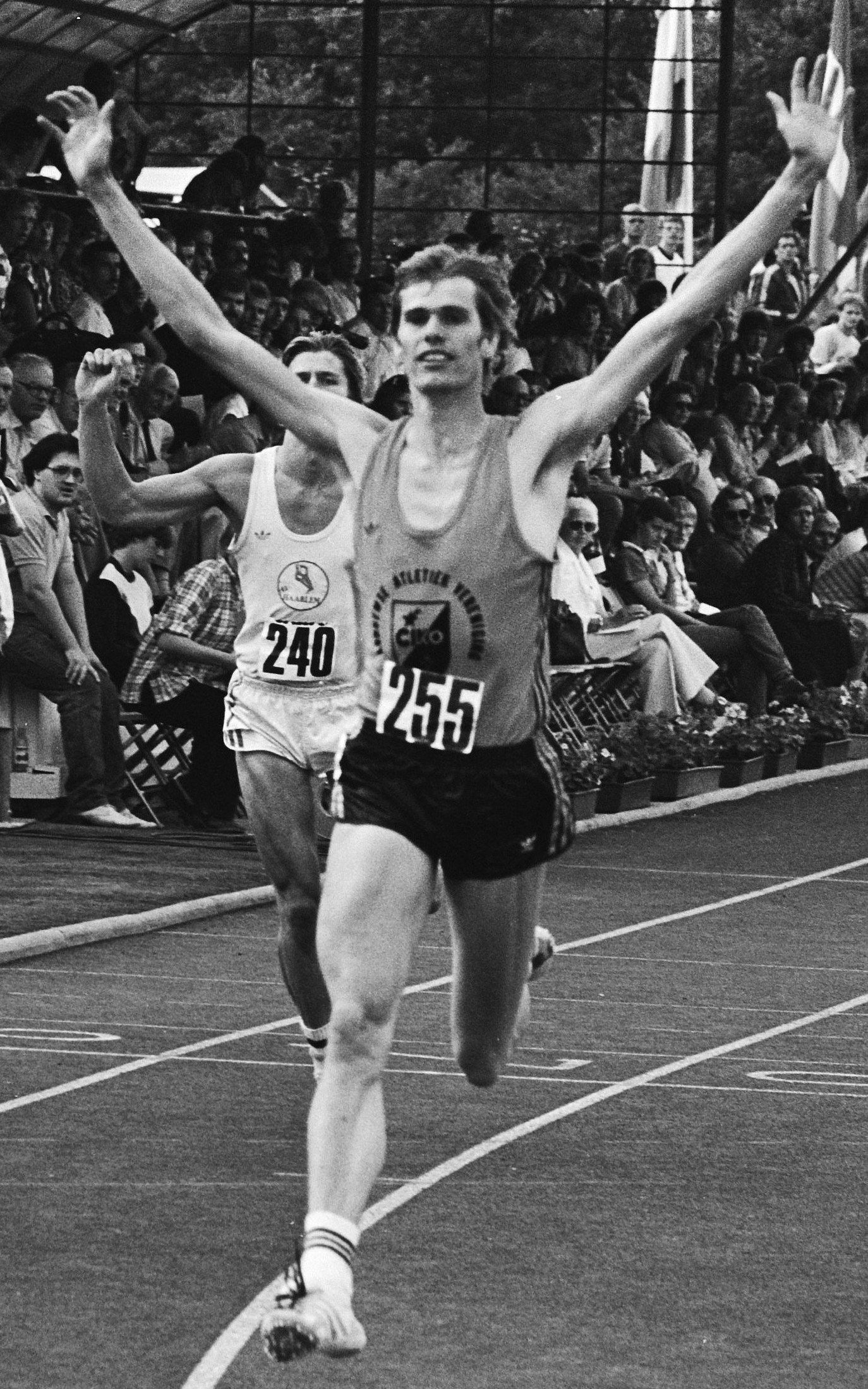
Henk Brouwer – ausgeschieden als Sechster des dritten Vorlaufs

Wind: −0,01 m/s
| Platz | Name                  | Nation      | Zeit    |
| ----- | --------------------- | ----------- | ------- |
| 1     | Donald Quarrie        | Jamaika     | 20,87 s |
| 2     | Joseph Arame          | Frankreich  | 21,24 s |
| 3     | Peter Okodogbe        | Nigeria     | 21,42 s |
| 4     | Altevir de Araújo     | Brasilien   | 21,49 s |
| 5     | Cheikh Touradou Diouf | Senegal     | 21,89 s |
| 6     | Henk Brouwer          | Niederlande | 21,96 s |
| 7     | Paul Haba             | Guinea      | 22,70 s |

### Vorlauf 4
Wind: +1,07 m/s
| Platz | Name                   | Nation                  | Zeit    |
| ----- | ---------------------- | ----------------------- | ------- |
| 1     | Marian Woronin         | Polen                   | 21,63 s |
| 2     | István Nagy            | Ungarn                  | 21,80 s |
| 3     | Gerardo Suero          | Dominikanische Republik | 22,16 s |
| DNF   | Alexander Stassewitsch | Sowjetunion             |         |
| DNS   | Emmanuel Bitanga       | Kamerun                 |         |
| DNS   | José Luis Elías        | Peru                    |         |
| DNS   | Théophile Nkounkou     | Volksrepublik Kongo     |         |

### Vorlauf 5
Wind: +2,20 m/s
| Platz | Name           | Nation       | Zeit    |
| ----- | -------------- | ------------ | ------- |
| 1     | Colin Bradford | Jamaika      | 21,17 s |
| 2     | Leszek Dunecki | Polen        | 21,30 s |
| 3     | Petar Petrow   | Bulgarien    | 21,59 s |
| 4     | David Lukuba   | Tansania     | 21,76 s |
| 5     | Pascal Aho     | Benin        | 22,09 s |
| 6     | Roland Dagher  | Libanon      | 22,27 s |
| 7     | Walter During  | Sierra Leone | 23,12 s |

### Vorlauf 6
Wind: +0,93 m/s
| Platz | Name                | Nation              | Zeit    |
| ----- | ------------------- | ------------------- | ------- |
| 1     | Andrew Bruce        | Trinidad und Tobago | 21,36 s |
| 2     | Allan Wells         | Großbritannien      | 21,57 s |
| 3     | Aleksandar Popović  | Jugoslawien         | 21,65 s |
| 4     | Hammed Adio         | Nigeria             | 21,79 s |
| 5     | Subramanian Perumal | Indien              | 22,39 s |
| 6     | Rudolph George      | Sierra Leone        | 23,20 s |
| DNS   | Wladimir Murawjow   | Sowjetunion         |         |

### Vorlauf 7
Wind: +1,45 m/s
| Platz | Name             | Nation           | Zeit    |
| ----- | ---------------- | ---------------- | ------- |
| 1     | James Gilkes     | Guyana           | 21,07 s |
| 2     | František Břečka | Tschechoslowakei | 21,49 s |
| 3     | Bernhard Hoff    | DDR              | 21,53 s |
| 4     | Boubacar Diallo  | Senegal          | 21,56 s |
| 5     | Joseph Letseka   | Lesotho          | 22,31 s |
| 6     | Lucien Josiah    | Botswana         | 22,45 s |
| DNS   | Constantino Reis | Mosambik         |         |

### Vorlauf 8
Wind: +0,96 m/s
| Platz | Name                   | Nation              | Zeit    |
| ----- | ---------------------- | ------------------- | ------- |
| 1     | Osvaldo Lara           | Kuba                | 21,03 s |
| 2     | Christopher Brathwaite | Trinidad und Tobago | 21,13 s |
| 3     | Nikolai Sidorow        | Sowjetunion         | 21,15 s |
| 4     | Wladimir Iwanow        | Bulgarien           | 21,28 s |
| 5     | Alston Muziyo          | Sambia              | 22,47 s |
| 6     | Besha Tuffa            | Äthiopien           | 23,18 s |
| DNS   | Pascal Barré           | Frankreich          |         |

### Vorlauf 9
Wind: +0,04 m/s
| Platz | Name                  | Nation       | Zeit    |
| ----- | --------------------- | ------------ | ------- |
| 1     | Silvio Leonard        | Kuba         | 20,95 s |
| 2     | Bernard Petitbois     | Frankreich   | 21,16 s |
| 3     | Paulo Roberto Correia | Brasilien    | 21,27 s |
| 4     | Zenon Licznerski      | Polen        | 21,36 s |
| 5     | Mwalimu Ally          | Tansania     | 21,83 s |
| 6     | Sheku Boima           | Sierra Leone | 22,93 s |
| 7     | Sitthixay Sacpraseuth | Laos         | 24,28 s |

## Viertelfinale
Datum: 27. Juli 1980, ab 18:25 Uhr

### Lauf 1
Wind: +1,08 m/s
| Platz | Name               | Nation         | Zeit    |
| ----- | ------------------ | -------------- | ------- |
| 1     | Donald Quarrie     | Jamaika        | 20,89 s |
| 2     | Marian Woronin     | Polen          | 20,97 s |
| 3     | Osvaldo Lara       | Kuba           | 21,01 s |
| 4     | Ferenc Kiss        | Ungarn         | 21,24 s |
| 5     | Bernard Petitbois  | Frankreich     | 21,32 s |
| 6     | Mike McFarlane     | Großbritannien | 21,33 s |
| 7     | Aleksandar Popović | Jugoslawien    | 21,66 s |
| 8     | Petar Petrow       | Bulgarien      | 21,89 s |

### Lauf 2

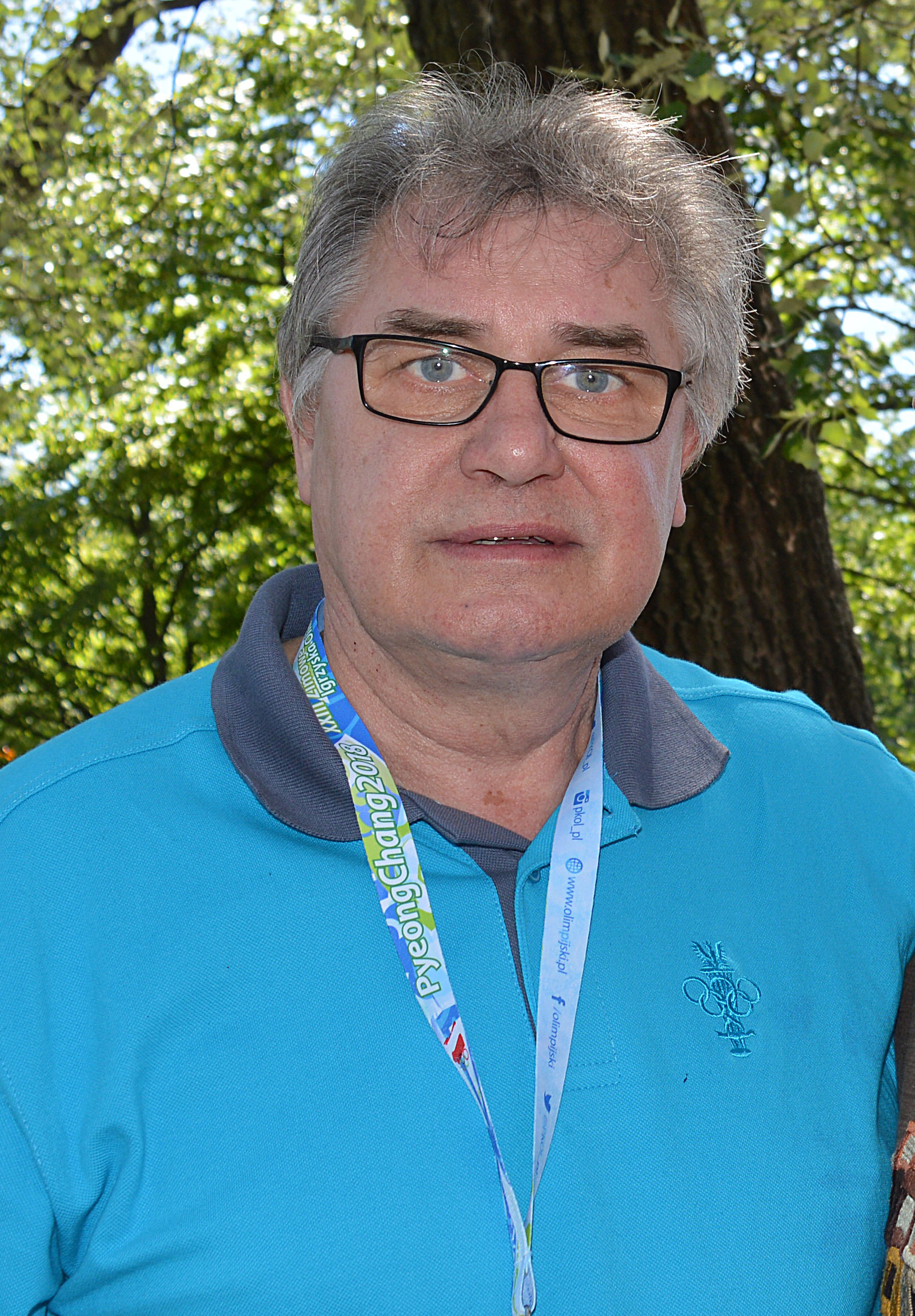
Zenon Licznerski (im Jahr 2017) scheiterte als Fünfter des zweiten Viertelfinals
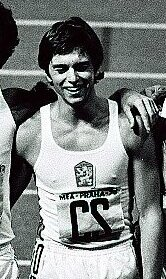
František Břečka (im Jahr 1978) – ausgeschieden als Siebter des zweiten Viertelfinals

Wind: +0,31 m/s
| Platz | Name             | Nation                  | Zeit    |
| ----- | ---------------- | ----------------------- | ------- |
| 1     | Silvio Leonard   | Kuba                    | 20,93 s |
| 2     | Joseph Arame     | Frankreich              | 20,95 s |
| 3     | Bernhard Hoff    | DDR                     | 20,96 s |
| 4     | Cameron Sharp    | Großbritannien          | 21,16 s |
| 5     | Zenon Licznerski | Polen                   | 21,22 s |
| 6     | István Nagy      | Ungarn                  | 21,38 s |
| 7     | František Břečka | Tschechoslowakei        | 21,47 s |
| 8     | Gerardo Suero    | Dominikanische Republik | 21,75 s |

### Lauf 3
Wind: +0,68 m/s
| Platz | Name                   | Nation              | Zeit    |
| ----- | ---------------------- | ------------------- | ------- |
| 1     | Allan Wells            | Großbritannien      | 20,59 s |
| 2     | James Gilkes           | Guyana              | 20,83 s |
| 3     | Peter Okodogbe         | Nigeria             | 20,89 s |
| 4     | Olaf Prenzler          | DDR                 | 20,89 s |
| 5     | Christopher Brathwaite | Trinidad und Tobago | 21,02 s |
| 6     | Colin Bradford         | Jamaika             | 21,04 s |
| 7     | Altevir de Araújo      | Brasilien           | 21,22 s |
| 8     | Pawel Pawlow           | Bulgarien           | 21,35 s |

### Lauf 4
Wind: +1,83 m/s
| Platz | Name                  | Nation              | Zeit    |
| ----- | --------------------- | ------------------- | ------- |
| 1     | Pietro Mennea         | Italien             | 20,60 s |
| 2     | Nikolai Sidorow       | Sowjetunion         | 20,83 s |
| 3     | Leszek Dunecki        | Polen               | 20,87 s |
| 4     | Andrew Bruce          | Trinidad und Tobago | 20,94 s |
| 5     | Wladimir Iwanow       | Bulgarien           | 20,96 s |
| 6     | Paulo Roberto Correia | Brasilien           | 21,01 s |
| 7     | Boubacar Diallo       | Senegal             | 21,10 s |
| 8     | Tomás González        | Kuba                | 21,19 s |

## Halbfinale
Datum: 28. Juli 1980, ab 17:20 Uhr

### Lauf 1
Wind: −2,30 m/s
| Platz | Name           | Nation              | Zeit    |
| ----- | -------------- | ------------------- | ------- |
| 1     | Silvio Leonard | Kuba                | 20,61 s |
| 2     | Bernhard Hoff  | DDR                 | 20,69 s |
| 3     | Marian Woronin | Polen               | 20,75 s |
| 4     | Allan Wells    | Großbritannien      | 20,75 s |
| 5     | James Gilkes   | Guyana              | 20,87 s |
| 6     | Peter Okodogbe | Nigeria             | 21,03 s |
| 7     | Andrew Bruce   | Trinidad und Tobago | 21,16 s |
| 8     | Ferenc Kiss    | Ungarn              | 21,17 s |

### Lauf 2

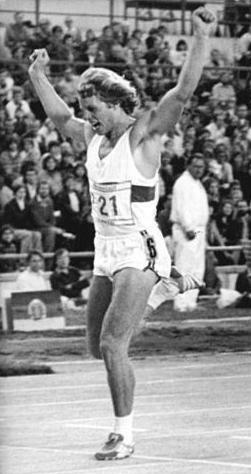
Olaf Prenzler – ausgeschieden als Fünfter des zweiten Halbfinals
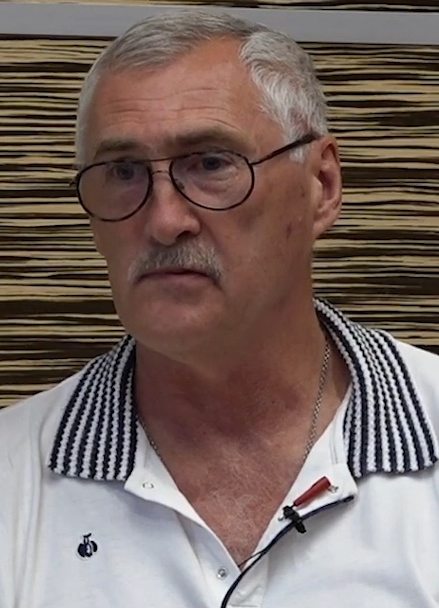
Nikolai Sidorow – ausgeschieden als Siebter des zweiten Halbfinals

Wind: +0,34 m/s
| Platz | Name            | Nation         | Zeit    |
| ----- | --------------- | -------------- | ------- |
| 1     | Pietro Mennea   | Italien        | 20,70 s |
| 2     | Donald Quarrie  | Jamaika        | 20,76 s |
| 3     | Leszek Dunecki  | Polen          | 20,82 s |
| 4     | Osvaldo Lara    | Kuba           | 20,93 s |
| 5     | Olaf Prenzler   | DDR            | 21,00 s |
| 6     | Joseph Arame    | Frankreich     | 21,05 s |
| 7     | Nikolai Sidorow | Sowjetunion    | 21,17 s |
| 8     | Cameron Sharp   | Großbritannien | 21,24 s |

## Finale

Olympiasieg für den Weltrekordinhaber Pietro Mennea

Datum: 28. Juli 1980, 20:10 Uhr
Wind: +0,88 m/s
| Platz | Name           | Nation         | Zeit    |
| ----- | -------------- | -------------- | ------- |
| 1     | Pietro Mennea  | Italien        | 20,19 s |
| 2     | Allan Wells    | Großbritannien | 20,21 s |
| 3     | Donald Quarrie | Jamaika        | 20,29 s |
| 4     | Silvio Leonard | Kuba           | 20,30 s |
| 5     | Bernhard Hoff  | DDR            | 20,50 s |
| 6     | Leszek Dunecki | Polen          | 20,68 s |
| 7     | Marian Woronin | Polen          | 20,81 s |
| 8     | Osvaldo Lara   | Kuba           | 21,19 s |

Wegen des Olympiaboykotts waren die US-Amerikaner nicht dabei, was diesen Wettbewerb sicherlich von vornherein schmälerte. Aber am Start war der italienische Weltrekordler Pietro Mennea, zweifacher Europameister (1974/1978). Weitere Favoriten waren der Brite Allan Wells, der zuvor das Rennen über 100 Meter gewonnen hatte, und der jamaikanische Olympiasieger von 1976 Donald Quarrie. Auch der Kubaner Silvio Leonard, über 100 Meter zeitgleich mit Wells Olympiazweiter, zählte zu den Medaillenkandidaten.
Im Finalrennen hatte Wells den besten Start und ging als Führender auf die Zielgerade. Nur knapp hinter ihm kamen Leonard und Quarrie aus der Kurve, während Mennea deutlich zurücklag. Doch auf der zweiten Streckenhälfte war der Italiener der weitaus schnellste Sprinter. Er kam immer näher an die führenden Läufer heran und auf den letzten Metern zog Pietro Mennea an Wells vorbei zum Olympiasieg mit zwei Hundertstelsekunden Vorsprung. Allan Wells sicherte sich die Silbermedaille. Nur sehr knapp war der Ausgang im Kampf um Bronze, den am Ende Donald Quarrie vor Silvio Leonard für sich entscheiden konnte. Diese beiden trennte lediglich eine Hundertstelsekunde. Ihr Rückstand ganz nach vorne betrug nur eine Zehntelsekunde.
Dieser Wettbewerb musste sich nicht vor den Rennen der vorherigen Olympischen Spiele verstecken. Auch wenn die US-Amerikaner fehlten, waren die erzielten Zeiten ausgezeichnet und mit Pietro Mennea gab es einen verdienten Olympiasieger.

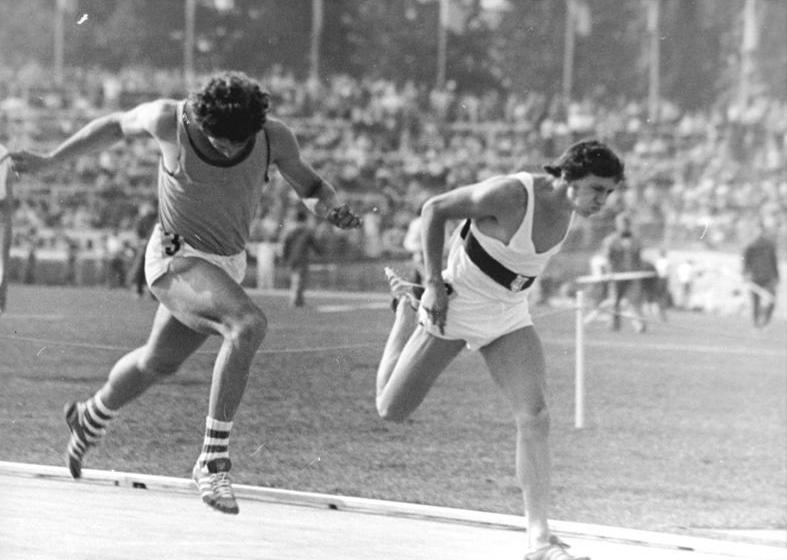
Bernhard Hoff (links) belegte Rang fünf
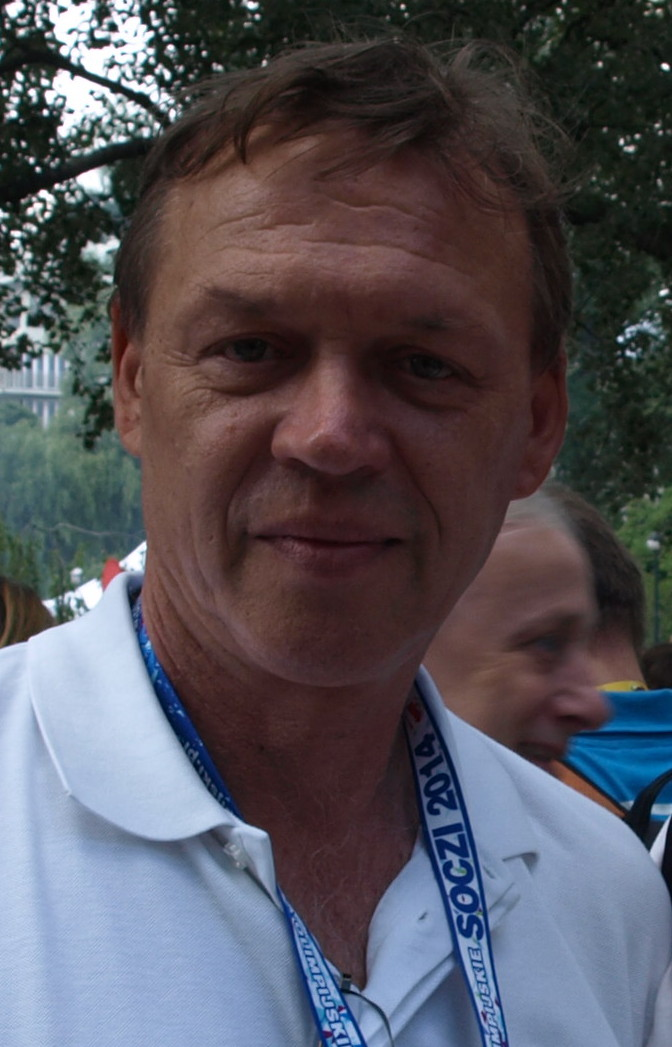
Leszek Dunecki (hier im Jahr 2013) kam auf den sechsten Platz
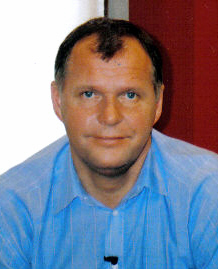
Marian Woronin (Foto: 2007) erreichte Platz sieben

## Videolinks
- Moscow Olympics 200m Final, youtube.com, abgerufen am 24. Oktober 2021
- Men's 200m Final 1980 Moscow Olympics, youtube.com, abgerufen am 24. Dezember 2017